# Наїф Газазі
Наїф Газазі (араб. نايف هزازي, нар. 11 січня 1989, Джидда) — саудівський футболіст, нападник клубу «Аш-Шабаб».
Виступав, зокрема, за клуб «Аль-Іттіхад», а також національну збірну Саудівської Аравії.

## Клубна кар'єра
Народився 11 січня 1989 року в місті Джидда. Вихованець футбольної школи клубу «Аль-Іттіхад». Дорослу футбольну кар'єру розпочав 2006 року в основній команді того ж клубу, в якій провів сім сезонів, взявши участь у 80 матчах чемпіонату. У складі «Аль-Іттіхада» був одним з головних бомбардирів команди, маючи середню результативність на рівні 0,4 голу за гру першості.
До складу клубу «Аш-Шабаб» приєднався 2013 року. Відіграв за столичну команду 27 матчів в національному чемпіонаті.
У 2015 році став гравцем клубу «Ан-Наср».

## Виступи за збірні
Протягом 2006–2008 років залучався до складу молодіжної збірної Саудівської Аравії. На молодіжному рівні зіграв у 14 офіційних матчах, забив 3 голи.
2008 року дебютував в офіційних матчах у складі національної збірної Саудівської Аравії. Наразі провів у формі головної команди країни 48 матчів, забивши 15 голів.
У складі збірної був учасником кубка Азії з футболу 2011 року у Катарі, кубка Азії з футболу 2015 року в Австралії.

## Досягнення
- Саудівська Прем'єр-ліга:
  -  Чемпіон (2): 2007/08, 2008/09

- Королівський кубок Саудівської Аравії:
  -  Володар (3): 2009/10, 2012/13, 2013/14

- Суперкубок Саудівської Аравії:
  -  Володар (1): 2014